# بني عطية (مناخة)

تعديل مصدري - تعديل

بني عطية هي إحدى قرى عزلة بني إسماعيل بمديرية مناخة التابعة لمحافظة صنعاء، بلغ تعداد سكانها 935 نسمة حسب تعداد اليمن لعام 2004.